# Matilde Ponce Copado
Matilde Ponce Copado (née à Santa Clara (Cuba) le 14 mars 1932 et morte en 2001) est une architecte cubaine, connue pour ses conceptions modernistes.  

## Biographie
Matilde Ponce Copado nait en 1932 à Santa Clara (Cuba), dans la province de Villa Clara, à Cuba. Elle étudie à l’Instituto de Segunda Enseñanza de Vedado (en). En 1949, elle intègre l’université de La Havane, où elle obtient son diplôme en 1955.
Après l'obtention de son diplôme, Matilde Ponce Copado travaille au Département municipal d’urbanisme de La Havane, où elle conçoit plusieurs projets publics notamment la création de nouveaux jardins publics ainsi qu’un lieu de divertissement prévu sur les terrains du domaine de La Ciénaga, dans la zone de Calzada del Cerro et de l’Avenida de Rancho Boyeros. En 1959, elle conçoit un modèle d’école rurale à classe unique, qui sera construite dans la municipalité de Boyeros.  
Elle épouse Antonio Quintana Simonetti (en), un architecte qui a été l’un de ses professeurs à l’université de La Havane. Le couple collabore sur plusieurs projets.
Déçue par les orientations de la révolution cubaine, Matilde Ponce Copado choisit de s’exiler aux États-Unis avec ses deux filles. Son nom apparaît dans les registres de l'American Institute of Architects en Floride et dans un journal de Miami, qui la cite alors qu’elle conçoit une affiche pour un musée consacré à Cuba.